# 郑国鸿
郑国鸿 （1777年—1841年10月），字雪堂，湘西凤凰县人。

## 生平
1795年，18岁时承袭世职云骑尉。道光二十年（1840年）春升任浙江处州镇总兵。同年7月英国攻击舟山，第一次鸦片战争爆发。次年二月，郑国鸿奉命与安徽寿春总兵王锡朋，协助定海总兵葛云飞一道接收定海，抵抗英军。十月，定海失陷后，三总兵相继殉国。鸦片战争结束后，諡忠节，按提督待遇抚恤入昭忠神祠。

## 延伸阅读
[在维基数据编辑]
 《清史稿·卷272》
 《清史稿·卷372》，出自趙爾巽《清史稿》